# 达孜乡 (南木林县)
达孜乡（藏語：སྟག་རྩེ་），是中华人民共和国西藏自治区日喀则市南木林县下辖的一个乡镇级行政单位。

## 行政区划
达孜乡下辖以下地区：
恰萨村、空欧村、日穷村、达孜村、康玛村、嘎布村和康吉村。